# Mark Bremer
Mark Bremer (* 24. August 1969 in Hamburg) ist ein deutscher Sprecher und Synchronsprecher sowie Hörspiel- und Hörbuchsprecher.

## Leben
Bremer absolvierte ein Hörfunkvolontariat, besuchte eine Schauspielschule und durchlief eine Sprecherausbildung. Er war in der Redaktion und als Reporter tätig, bei Alsterradio betreute und moderierte er vier Jahre eine Magazinsendung. 1997 war er beim NDR als Redakteur fest angestellt. Seit 1998 ist er als freier Sprecher tätig.
Für seinen Heimatsender NDR arbeitet er als Station-Voice. Außerdem ist er wöchentlich für die Magazinsendungen Kulturjournal, Hamburg Journal und Visite im Einsatz. Er gehört zum Hamburger Sprecherteam der ARD-Sendung ttt und ist in zahlreichen Dokumentationen zu hören.
Seit 2003 führt Mark Bremer stimmlich durch die Bambi-Verleihung. Seit 2008 spricht er den Deutschen Fernsehpreis. Er ist regelmäßig im Einsatz beim ZDF (37 Grad), bei 3sat (Hightec) und Arte. Auch bei den privaten Fernsehsendern ist Mark Bremers Stimme zu hören. 2010 und 2011 präsentierte er im Off den Echo-Musikpreis aus Berlin.
2005 startete die Hörspielserie Peter Lundt mit Mark Bremer in der gleichnamigen Hauptrolle als blinder Detektiv, der in Hamburg tätig ist.
Im Anime Naruto Shippuden lieh Bremer den Charakteren Aoba Yamashiro, Ao und Ryuusui seine Stimme.
Bremer übernimmt unter anderem auch die Off-Stimme bei der ZDF-Quizsendung Der Quiz-Champion. Außerdem ist er seit 2015 in der ARD-Sendung Wer weiß denn sowas? zu hören, wo er die Einspielfilme spricht.
Mark Bremer lebt mit seiner Frau und den beiden gemeinsamen Kindern in Hamburg.

## Hörbücher (Auswahl)
- 2017: E. L. James: Darker – Fifty Shades of Grey. Gefährliche Liebe von Christian selbst erzählt, der Hörverlag, ISBN 978-3-8445-3001-8.
- 2018: Joschka Fischer: Der Abstieg des Westens. Europa in der neuen Weltordnung des 21. Jahrhunderts, Verlag Michael John Media, EAN 9783987852251
- 2019: Iain Banks: Bedenke Phlebas, der Hörverlag, ISBN 978-3-8445-3408-5
- 2020: Frank Herbert: Dune – Der Wüstenplanet (gemeinsam mit Uta Dänekamp), Random House Audio, ISBN 978-3-8371-5356-9.
- 2019 und 2020 Thariot: Exodus 2727 und Exodus 4914, Hörbuch Hamburg Verlag und Fischer TOR Verlag.
- 2021: Brandon Q. Morris: Die Störung, Argon Verlag, ISBN 978-3-7324-5457-0.
- 2021: E. L. James: Freed – Fifty Shades of Grey. Befreite Lust von Christian selbst erzählt, der Hörverlag, ISBN 978-3-8445-4380-3.
- 2021: Luke Smitherd: Stone Man. Die Rückkehr, Hörbuch Hamburg, ISBN 978-3-8449-2703-0.
- 2022: Frank Herbert: Der Gottkaiser des Wüstenplaneten (Der Wüstenplanet 4, gemeinsam mit Uta Dänekamp), Random House Audio, ISBN 978-3-8371-5359-0.
- 2022: Andrea Wulf: Fabelhafte Rebellen. Die frühen Romantiker und die Erfindung des Ich, der Hörverlag, ISBN 978-3-8445-4703-0.
- 2023: Hanno Sauer: Moral. Die Erfindung von Gut und Böse, Hörbuch Hamburg, ISBN 978-3-8449-3464-9 (Hörbuch Download).
- 2024: Raphael M. Bonelli: Die Weisheit des Herzens. Wie wir werden, was wir sein wollen, Lagato Verlag & Audible, (Hörbuch Download).
- 2025: Brian Herbert & Kevin J. Anderson: Der Thron des Wüstenplaneten – Dune: Prophecy, Random House Audio, (Hörbuch Download, Der Wüstenplanet – Great Schools of Dune – Band 1, mit Uta Dänekamp) ISBN 978-3-7599-0011-1.
- 2025: Joschka Fischer: Die Kriege der Gegenwart und der Beginn einer neuen Weltordnung, Argon Verlag, ISBN 978-3-7324-7849-1 (Hörbuch Download).
- 2025: Ulrich Speck: Der Wille zur Weltmacht. Wie Russland und China die freiheitliche Ordnung attackieren, Argon Verlag, ISBN 978-3-7324-7909-2 (Hörbuch Download).